# Omao
Omao (Myadestes obscurus) är en hotad fågel i familjen trastar som enbart förekommer på en enda ö i Hawaiiöarna.

## Utseende och läte
Omaon är en liten (18 cm) och färglös trast. Ovansidan är gråbrun, mot pannan mer grå. Undersidan är grå utom beigefärgade undre stjärttäckare. Sången beskrivs som en ryckig melodi med fylliga toner, i engelsk litteratur återgivet som "whip-per-weeo-whip-per-weet", eller en fallande serie med nasala toner. Lätet är ett kattlikt raspande, grodlikt kväkande eller en ljusare "polisvissla".

## Utbredning och status
Fågeln förekommer enbart i höglänta områden på ön Hawaii i Hawaiiöarna. Den behandlas som monotypisk, det vill säga att den inte delas in i några underarter.

## Status och hot
Omaon är relativt talrik med ett bestånd på 110 000 vuxna individer. Eftersom den dock enbart häckar på en enda ö där degradering av dess levnadsmiljö pågår kategoriserar internationella naturvårdsunionen IUCN arten som nära hotad.